# Cyphonisia kissi
Cyphonisia kissi är en spindelart som först beskrevs av Benoit 1966.  Cyphonisia kissi ingår i släktet Cyphonisia och familjen Barychelidae.
Artens utbredningsområde är Kongo. Inga underarter finns listade i Catalogue of Life.